# Artoria victoriensis
Artoria victoriensis es una especie de araña araneomorfa del género Artoria, familia Lycosidae. Fue descrita científicamente por Framenau, Gotch & Austin en 2006.
Habita en Australia (Australia Meridional y Queensland a Tasmania).